# Thomas Lippert
Thomas Lippert ist ein deutscher Physiker und Informatiker. Er ist Leiter des Jülicher Hochleistungsrechenzentrums (JSC) und Direktor am Institute for Advanced Simulation.

## Werdegang
Thomas Lippert erhielt 1987 sein Diplom in Theoretischer Physik von der Universität Würzburg. Er promovierte 1993 in theoretischer Physik an der Universität Wuppertal über Simulationen der Gitterquantenchromodynamik und promovierte in Informatik an der Universität Groningen im Bereich Parallelrechnen mit systolischen Algorithmen. 2001 erfolgte die Habilitation zu Simulationen der Quantenchromodynamik in Wuppertal.
Er ist Direktor des Jülich Supercomputing Centre am Forschungszentrum Jülich, Mitglied des Direktoriums des John von Neumann Institute for Computing (NIC) und des Gauss Centre for Supercomputing (GCS). Thomas Lippert  wurde im März 2020 zum Senior Fellow am Frankfurt Institute for Advanced Studies ernannt. Er ist seit August 2020 Inhaber des Lehrstuhls für Modulares Supercomputing und Quantencomputing an der Goethe-Universität Frankfurt. Seine Forschungsinteressen umfassen die Bereiche modulares Supercomputing, Quantencomputing, computergestützte Teilchenphysik, parallele und numerische Algorithmen sowie Cluster-Computing. Er war auch am Human Brain Project beteiligt.